# Новолазарівка
Новола́зарівка — село в Україні, у Казанківській селищній громаді Баштанського району Миколаївської області. Населення становить 701 особу.

## Відомі особистості
В поселенні народився:
- Козаченко Іван Петрович (* 1940) — український правник.